# Trenton (Karolina Północna)
Trenton – miasto w Stanach Zjednoczonych, w stanie Karolina Północna, w hrabstwie Jones.